# Charles Léa
Charles Léa   (Douala, 16 de gener de 1951) és un exfutbolista camerunès de la dècada de 1970.
Fou internacional amb la selecció de futbol del Camerun.
Pel que fa a clubs, destacà a Canon Yaoundé, Toulouse i Rennes.
Un cop retirat fou entrenador.